# 런던 킹스 크로스

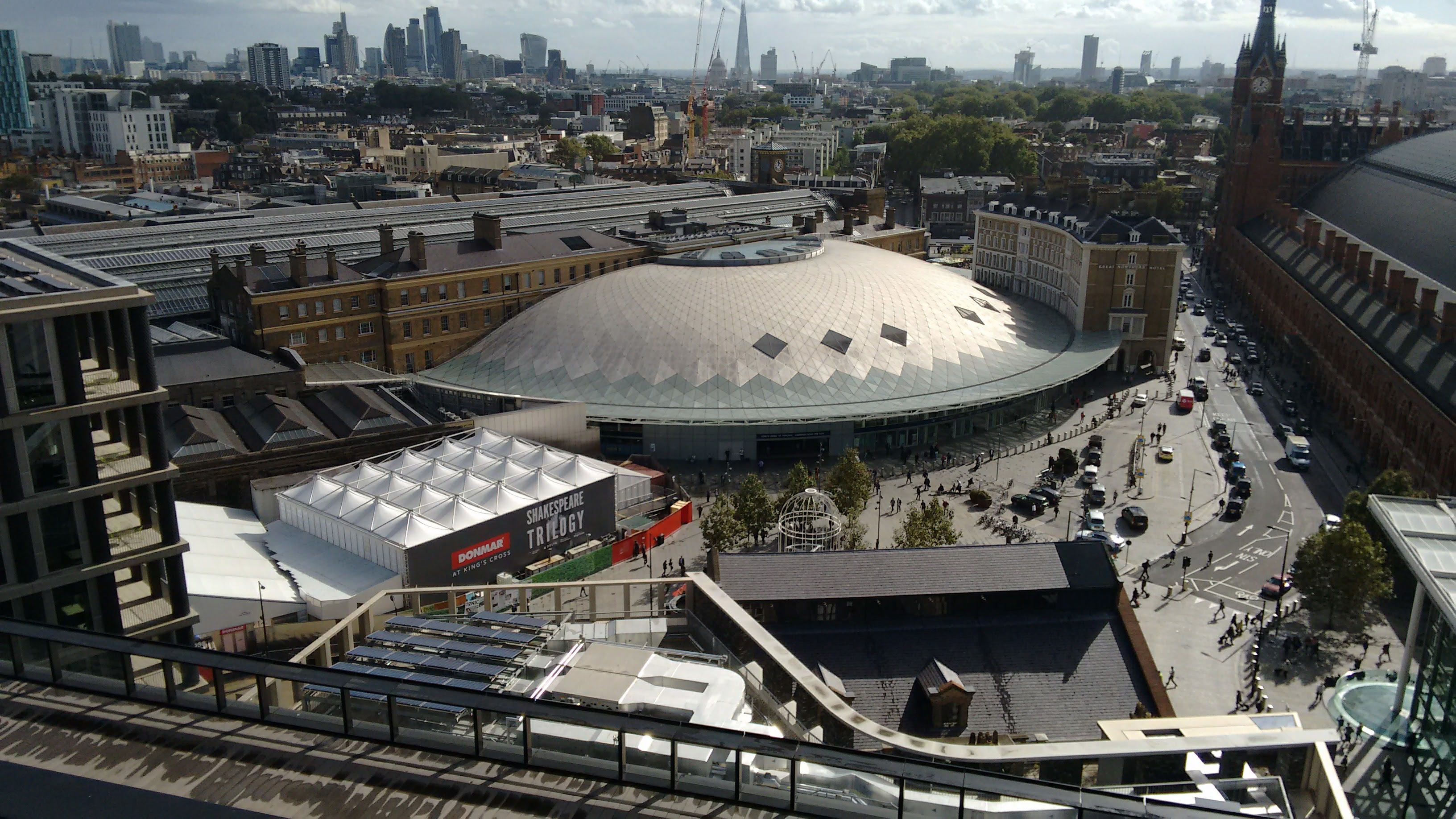
런던 킹스 크로스역과 주변 지역의 공중 사진

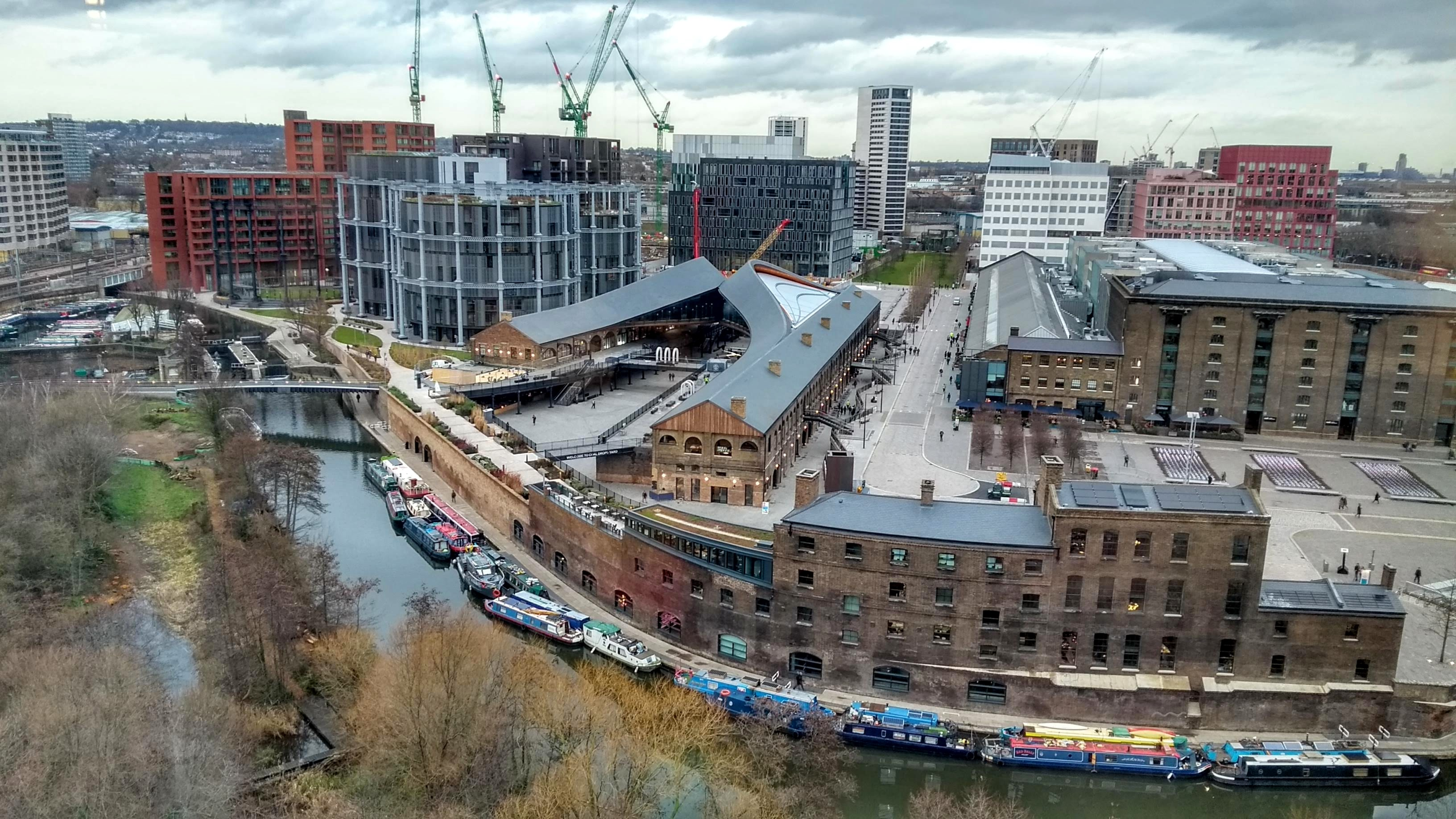
킹스 크로스의 리젠트 운하(Regent's Canal) 주변을 재개발하면서 많은 현대 건물이 세워졌고, 대부분의 문화 유산 이 보존되었다.

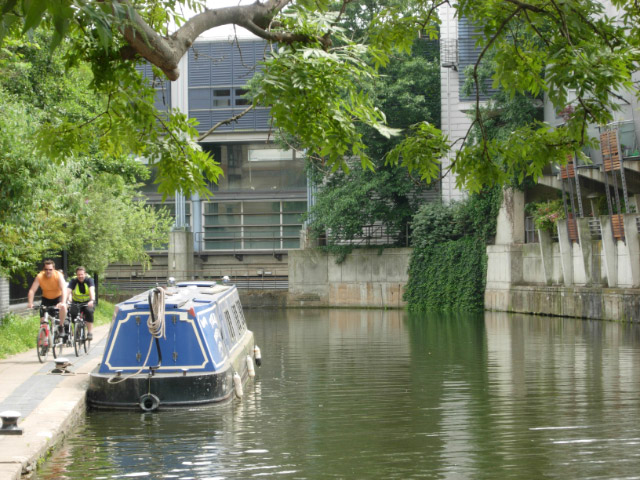
킹스크로스와 캠던타운 사이의 리젠트 운하(Regent's Canal)

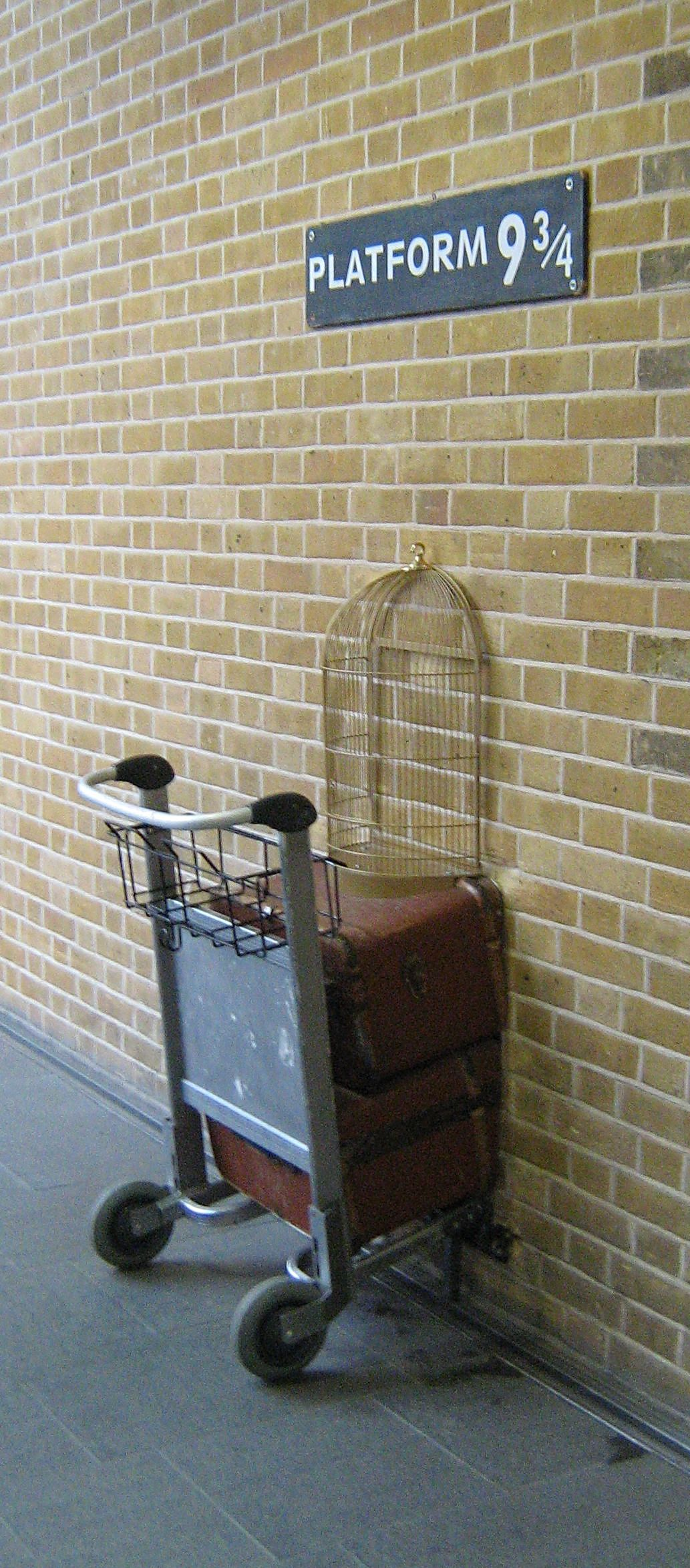
런던 킹스 크로스역의 9와 4분의 3 승강장 표지판

런던 킹스 크로스(King's Cross)는 영국 노스런던의 유스턴 로드(Euston Road) 양쪽에 위치한 런던구인 캠던구와 이슬링턴구에 걸쳐 있는 지역이다. 이곳은 채링크로스에서 북쪽으로 1.5마일(2.4km) 떨어져 있으며, 북쪽으로는 반즈버리(Barnsbury), 남동쪽으로는 클러큰웰, 동쪽으로는 엔젤(Angel), 남쪽으로는 홀번(Holborn)과 블룸즈버리, 서쪽으로는 유스턴(Euston), 북서쪽으로는 캠던타운과 접하고 있다.
킹스 크로스 지역은 세인트판크라스역과 런던 킹스 크로스역 두 개의 주요 철도 종착역이 있으며, 런던 킹스 크로스역은 런던과 북부를 연결하는 주요 철도 노선의 종착지 중 하나다.
이 지역은 역사적으로 세인트 판크라스(St Pancras) 행정교구 및 자치구의 남동부에 해당하며, 1990년대 중반 이후 대규모 재개발이 이루어졌다. 세인트판크라스역에서 유로스타 철도 서비스가 시작되고, 런던 킹스 크로스역이 재건되면서, 종착역 북쪽의 오랫동안 방치된 철도 부지 재개발이 촉진되었다.

## 같이 보기
- 대영 도서관